# Jan Lála
Jan Lála (Libická Lhotka, 1936. szeptember 10. –) cseh labdarúgóhátvéd.
A csehszlovák válogatott tagjaként részt vett az 1962-es labdarúgó-világbajnokságon.